# Trachyphloeini
Tribu
Trachyphloeini est une tribu de coléoptères de la sous-famille des Entiminae, appartenant à la famille des Curculionidae.

## Sous-tribus et genres
- Callirhopalus Hochhuth, 1851
- Pseudocneorhinus Roel, 1873
- Rhinodontodes Voss, 1967
- Rhinodontus Faust, 1890
- Trachyphloeoides Faust, 1890
- Sous-tribu : Trachyphilina
  - Trachyphilodes Voss, 1948
  - Trachyphilus Faust, 1887
- Sous-tribu : Trachyphloeina
  - Cathormiocerus Schoenherr, 1842
  - Trachyphloeus Germar, 1817